# بازیلس سور اوتین
بازیلس سور اوتین (به فرانسوی: Bazeilles-sur-Othain) یک کمون (فرانسه) در فرانسه است که در موز (فرانسه) واقع شده‌است. بازیلس سور اوتین ۷٫۶۶ کیلومتر مربع مساحت دارد ۲۴۰ متر بالاتر از سطح دریا واقع شده‌است.